# 應撝謙

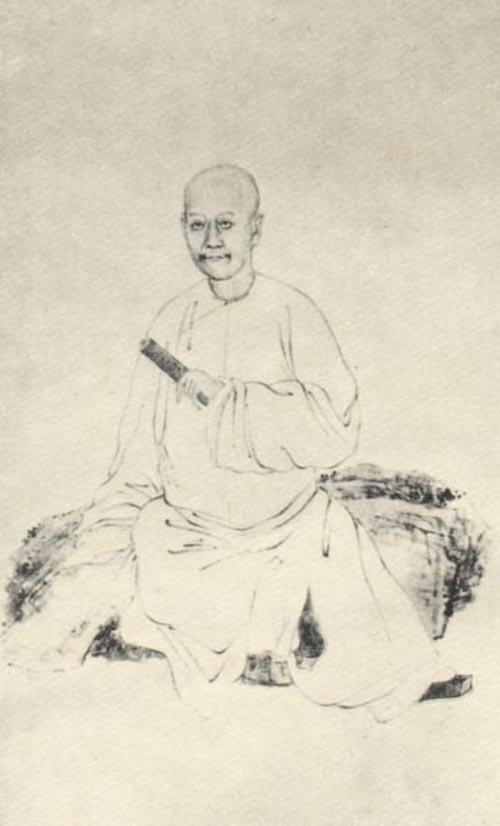
应撝谦像，取自《清代学者像传》第二集，叶公绰辑，杨鹏秋摹绘

應撝謙（1615年—1683年），字嗣寅，號潛齋，又稱潜斋先生，浙江仁和（今杭州）人，清代學者。

## 生平
本爲明诸生。相傳其出生時手上有“八卦”文字樣，左耳重轮，右目重瞳。23岁时作《君子自勉论》，殫心理学，并躬行实践，与钱塘人虞鈖、蒋志春等组织“狷社”，授徒讲学。性至孝，授徒养母，母病，其服勤数年，不肯娶妻，直至其母去世。明末清初之時，其遭遇丧乱，以故国诸生自居，從此绝意进取，尽力著书。其家居清贫，淡泊名利，杭州知府、海盐知县几次造庐以请，均被其拒绝。1678年（康熙十七年），诏征博学鸿儒，内阁学士项景襄、李天馥等联名推荐應撝謙，亲朋亦有人相劝，但其仍称疾，以老病不能行而坚辞，后浙江巡抚替他说情，朝廷才免征。其做学问不喜陸九淵、王陽明之學説，论及性、太极等問題，與傳統程朱理學亦不尽同。性格介特，读书务必穷究底蕴。1683年（康熙二十二年）卒，終年69嵗。《清史列传》、《清史稿》有傳。
其與陆陇其過從甚密，常与之討論學術源流，亦曾命其二子拜訪陆陇其于西湖寓所。其去世後，陆陇其之祭文稱：“先生（應撝謙）高风峻节，可比许由、陶潜。然许虽高洁，文采无闻；陶之文采表着矣，而耽于麴蘖，不可以为训。惟先生闳览博物、淡泊宁静，许之所无，先生有之；陶之所有，先生无之：为足高视古今云”。

## 學術成就
應撝謙著述甚豐，有《周易集解》、《诗传》、《翼书传拾遗》、《春秋传考》、《礼学汇编》、《论孟拾遗》、《学庸本义》、《孝经辨定》等经学专著。又有《古乐书》2卷，“议论醇正，考订简核，深得要领”，并自序阐发礼乐与治道的关系。另著有《潜斋文集》10卷、《教养全书》41卷、《性理大中》28卷，其中《教养全书》四十一卷分选举、学校、职官、田赋、水利、国计、漕运、治河、师役、盐法十大「考略」，仿《文献通考》例，而于明代事实尤详。